# ماكس برالير
ماكس برالير (من مواليد 8 سبتمبر 1983 في بيلمونت (ماساتشوستس))، هو مؤلف كتب للأطفال أمريكي ألف أكثر من 30 كتابًا. اشتهر بسلسلته الأكثر مبيعًا في صحيفة نيويورك تايمز «آخر الأطفال على الأرض»، والتي تم تحويلها إلى مسلسل تلفزيوني بواسطة نتفليكس.

## من مؤلفاته المترجمة للعربية
- «أخر أطفال على وجه الأرض».
- «آخر أطفال على وجه الأرض : وطريق العظام».[3]
- آخر أطفال على وجه الأرض وموكب الزومبي
- آخر أطفال على وجه الأرض وملك الكوابيس
- آخر أطفال على وجه الأرض وما وراء الكون
- آخر أطفال على وجه الأرض وسيف منتصف الليل